# ウィリアム3世騎馬像 (ブリストル)
座標: 北緯51度27分02秒 西経2度35分41秒 / 北緯51.45056度 西経2.59472度
ウィリアム3世騎馬像（ウィリアムさんせいきばぞう、英語: Equestrian statue of William III, Bristol）は、ブリストルのクイーン・スクエアにある、名誉革命を成功させ妻メアリーと共にイングランド王となったウィリアム3世を記念する騎馬像である。第1級指定建造物である。
第二次世界大戦中はボーフォート公爵家の邸宅バドミントン・ハウスに疎開移転されたが、1948年に修復ののち広場に戻された。 
もともとはジョージ2世の像を建てる計画だった。地元のホイッグ党員によりウィリアム3世に変更され、1733年に鋳造、1736年に建立された。
礎盤とコーニスが施された台座はポートランド石を原材料としている。王は古代ローマ風の衣装をまとっている。